# Sobradillo
Sobradillo – gmina w Hiszpanii, w prowincji Salamanka, w Kastylii i León, o powierzchni 53,5 km². W 2011 roku gmina liczyła 266 mieszkańców.